# لقطة دائرية
اللقطة الدائرية هي تقنية لقطة تستخدم في الأفلام الصامتة والتلفزيون أحيانًا للتأكيد على تفاصيل المشهد أكثر من التفاصيل الأخرى، تشيع لإنهاء المشهد أو افتتاحه. تُغلق حدقة عدسة الكمرة وتُفتح ببطء، بحيث يظهر ما يظهر في الفِلم على شكل دائرة متناقصة أو متزايدة محاطة باللون الأسود.
اللقطة الدائرية المستخدمة في بداية المشهد هي الظهور الدائري، أما الاختفاء الدائري فُتستخدم في نهاية الفلم أو الحلقة أو المشهد.